# Seryjny Numer Jednostki Wysyłkowej
Seryjny Numer Jednostki Logistycznej (czasem zwanej też wysyłkową lub transportową) od angielskiego SSCC (Serial Shipping Container Code) – jest to najczęściej stosowany identyfikator jednostki logistycznej nadawany przez globalną organizację GS1. Numer ten składa się z osiemnastu cyfr. Pierwszą cyfrą jest kod IAC (Kod Agencji przydzielającej – Issuing Agency Code) nadawany jest przez Instytucję rejestrującą (RA – Registration Authority). Dla organizacji GS1 jest to cyfra dziesiętna z zakresu 0 – 9. Ostatnią cyfrą jest suma kontrolna. Po cyfrze IAC występuje dwu- lub trzycyfrowy kod kraju zgodny z EAN/UCC (dla Polski 590). Następnie występuje Numer jednostki kodującej (dla Polski ma on długość 4-7 cyfr) oraz Indywidualny numer jednostki logistycznej (pozostałe cyfry). 
Za przydzielanie poszczególnym organizacjom jej własnego numeru identyfikacyjnego w Polsce jest odpowiedzialne Centrum GS1 Polska w Instytucie Logistyki i Magazynowania w Poznaniu, natomiast numer SSCC przydziela sama firma tworząca daną jednostkę. Po wyczerpaniu się dostępnej puli numerów są one przydzielane od nowa. Okres pomiędzy kolejnymi przydziałami tego samego numeru jest wystarczająco długi, by możliwa była jednoznaczna identyfikacja danej jednostki logistycznej na obszarze całego świata, na całej drodze jej przepływu przez łańcuch dostaw (od sformowania do ostatecznego rozformowania).
Do oznaczania numeru na jednostce wykorzystuje się symbolikę GS1-128. Numery SSCC w kodzie kreskowym GS1-128 poprzedzone są Identyfikatorem Zastosowania (IZ) 00. Żadne inne informacje (jak np. adresat przesyłki, jej zawartość) nie są przenoszone bezpośrednio przez SSCC, jakkolwiek na jego podstawie istnieje możliwość uzyskania większej ilości informacji na podstawie odczytania odpowiedniego rekordu w bazach danych (EDI). Kod SSCC jest obowiązkowym elementem etykiety logistycznej dla jednostek logistycznych. Jest on również powszechnie wykorzystywany w transakcjach EDI dla komunikatu Dispatch Advice (DESADV) czy Advance Ship Notice (ASN). Zapis numeru przy użyciu tagów RFID jest określony w specyfikacji EPC-SSCC-96 (lub EPC-NVE-96).